# ولاية غالغايشو
ولاية غالغايشو هي جماعة إسلامية مسلّحة تبنت هجمات متعددة ضد قوات الأمن في منطقة إنغوشيتيا والشيشان من شمال القوقاز. وهي ولاية من الولايات الست التابعة لإمارة القوفاز الإسلامية وشارك في عمليات انفصال شمال القوقاز منذ 2007.  ويُعتقد أنها كانت المسؤولة عن مقتل المدنيين وقوات الأمن واغتيال مسؤولين حكوميين.